# تيرينس فينلاي
تيرينس فينلاي هو قسيس كندي، ولد في 19 مايو 1937، وتوفي في 20 مارس 2017.